# Elsa von Gutmann

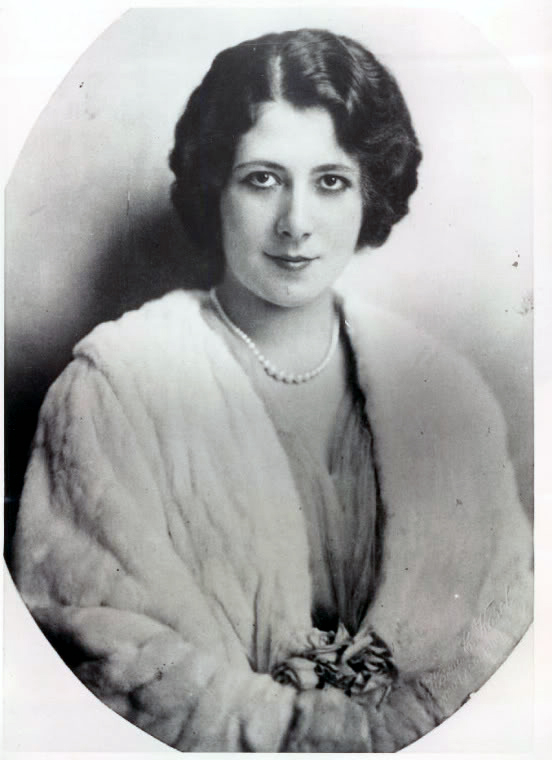
Fürstin Elsa

Elsa von Gutmann (vollständiger Name: Elisabeth Sarolta; * 8. Januar 1875 in Wien; † 28. September 1947 in Vitznau, Kanton Luzern, Schweiz) war durch Heirat Fürstin von Liechtenstein.

## Biografie
Elsa wurde 1875 als Tochter des 1878 geadelten, jüdischen Bankiers und Industriellen Wilhelm, Ritter von Gutmann (1826–1895) und dessen zweiter Gattin Ida, geborene Wodianer (1847–1924), in Wien geboren. Am 23. Januar 1899 trat sie zum Katholizismus über und wurde auf den Namen Elisabeth Sarolta getauft. Am 1. Februar 1899 heiratete sie in erster Ehe in Wien den ungarischen Adeligen Géza Erős von Bethlenfalva (1868–1908), Sohn von Alexander Erős von Bethlenfalva (1831–1906) und dessen Gattin Franziska, geborene Todesco (1843–1921). Die Ehe blieb kinderlos.
1914 lernte sie über den Hilfsfonds für Soldaten Prinz Franz von und zu Liechtenstein (1853–1938) kennen. Fürst Johann II. war gegen die nicht standesgemäße Verbindung seines Bruders. Am 11. Februar 1929 folgte Franz seinem unverheirateten und kinderlosen Bruder Johann als Fürst von Liechtenstein. Er heiratete Elsa unter Ausschluss der Öffentlichkeit am 22. Juli 1929 in Wien. Das Ehepaar reiste am 10. August 1929 zur Erbhuldigung nach Liechtenstein.
Auf Initiative Elsas suchte Fürst Franz I. den persönlichen Kontakt zur liechtensteinischen Bevölkerung und gründete 1929 die Fürst-Franz-und-Fürstin-Elsa-Stiftung für die Jugend Liechtensteins und für Spitalzwecke die Fürstin-Elsa-Stiftung. Das Fürstenpaar hielt sich hauptsächlich in Wien, Schloss Eisgrub, Schloss Feldsberg oder im Jagdschloss Thalhof bei Maria Schutz auf und reiste zwischen 1929 und 1934 jährlich nach Liechtenstein. Häufig besuchten sie Kranke im Spital sowie Schulkinder und beschenkten Bedürftige in allen Gemeinden des Fürstentums. Als 1931 in Vaduz die Kinderlähmung ausbrach, beschaffte Elsa auf eigene Kosten Medikamente aus den USA und ermöglichte mittellosen Kranken monatelange Spitalaufenthalte. Durch ihre Güte und Leutseligkeit war sie bei der Bevölkerung sehr beliebt.
Aufgrund ihrer jüdischen Abstammung war Elsa ab 1933 zusehends Anfeindungen von Anhängern des Liechtensteinischen Heimatdienstes und liechtensteinischer Nationalsozialisten ausgesetzt. Nach dem Tod ihres Ehemanns 1938 und dem Anschluss Österreichs zog sie ins Exil in die Schweiz. Die Wintermonate verbrachte sie am Thunersee und im Sommer hielt sie sich in Gletsch oder am Vierwaldstättersee auf. 1947 verstarb sie in Vitznau. Ihre letzte Ruhestätte fand sie in der Fürstlichen Gruft in Vaduz.